# Campeonato da Europa de Atletismo de 2016 - Salto em distância masculino
A prova do salto em distância masculino do Campeonato da Europa de Atletismo de 2016 foi disputada entre os dias 6 e 7 de julho de 2016 no Estádio Olímpico de Amsterdã em Amesterdão, nos Países Baixos.

## Recordes
Antes desta competição, os recordes mundiais e do campeonato nesta prova eram os seguintes:
|                       | Nome           | Nacionalidade   | Distância | Local     | Data                 |
| --------------------- | -------------- | --------------- | --------- | --------- | -------------------- |
| Recorde mundial       | Mike Powell    | Estados Unidos  | 8m 95cm   | Tóquio    | 30 de agosto de 1991 |
| Recorde do campeonato | Christian Reif | Alemanha        | 8m 47cm   | Barcelona | 1 de agosto de 2010  |
| Recorde europeu       | Robert Emmiyan | União Soviética | 8m 86cm   | Salcazor  | 22 de maio de 1987   |

## Medalhistas
| Ouro                  | Prata                | Bronze                 |
| Greg Rutherford (GBR) | Michel Tornéus (SWE) | Ignisious Gaisah (NED) |

## Cronograma
Todos os horários são locais (UTC+2).
| Data       | Hora  | Evento       |
| ---------- | ----- | ------------ |
| 6 de julho | 13:00 | Qualificação |
| 7 de julho | 18:20 | Final        |

## Resultados

### Qualificação
Qualificação: Desempenho de 8.00 m (Q) ou os 12 melhores qualificados (q).
| Posição | Grupo | Atleta                        | Nacionalidade | #1   | #2   | #3   | Resultados | Notas |
| ------- | ----- | ----------------------------- | ------------- | ---- | ---- | ---- | ---------- | ----- |
| 1       | A     | Michel Tornéus                | Suécia        | x    | x    | 8.19 | 8.19       | Q     |
| 2       | A     | Radek Juška                   | Chéquia       | 7.44 | 7.84 | 8.11 | 8.11       | Q,    |
| 3       | A     | Fabian Heinle                 | Alemanha      | 7.80 | 7.60 | 8.11 | 8.11       | Q     |
| 4       | B     | Kanstantsin Barycheuski       | Bielorrússia  | 7.91 | 7.74 | 8.08 | 8.08       | Q     |
| 5       | A     | Ignisious Gaisah              | Países Baixos | 7.81 | x    | 7.97 | 7.97       | q     |
| 6       | B     | Kristian Bäck                 | Finlândia     | 7.36 | 7.96 | –    | 7.96       | q     |
| 7       | B     | Lazar Anić                    | Sérvia        | 7.52 | 7.82 | 7.93 | 7.93       | q     |
| 8       | A     | Greg Rutherford               | Grã-Bretanha  | 7.93 | x    | x    | 7.93       | q     |
| 8       | B     | Kafétien Gomis                | França        | 7.93 | –    | –    | 7.93       | q     |
| 10      | A     | Izmir Smajlaj                 | Albânia       | 7.92 | 7.85 | 7.84 | 7.92       | q     |
| 11      | B     | Eusebio Cáceres               | Espanha       | 7.68 | x    | 7.91 | 7.91       | q     |
| 12      | A     | Lamont Marcell Jacobs         | Itália        | x    | 7.80 | 7.77 | 7.80       | q     |
| 13      | A     | Jean Marie Okutu              | Espanha       | 7.80 | 7.62 | 7.61 | 7.80       |       |
| 14      | A     | Henri Väyrynen                | Finlândia     | 7.78 | x    | x    | 7.78       |       |
| 15      | B     | Mihail Mertzanidis-Despoteris | Grécia        | x    | 7.75 | 7.76 | 7.76       |       |
| 16      | B     | Benjamin Gföhler              | Suíça         | 7.69 | x    | 7.72 | 7.72       |       |
| 17      | A     | Taras Neledva                 | Ucrânia       | 7.49 | 7.58 | 7.67 | 7.67       |       |
| 18      | B     | Alyn Camara                   | Alemanha      | 7.62 | 7.63 | 7.66 | 7.66       |       |
| 19      | A     | Denis Eradiri                 | Bulgária      | 7.57 | 7.63 | 7.64 | 7.64       |       |
| 20      | A     | Elvijs Misāns                 | Letônia       | x    | x    | 7.61 | 7.61       |       |
| 21      | B     | Serhiy Nykyforov              | Ucrânia       | 7.28 | 7.59 | 7.50 | 7.59       |       |
| 22      | B     | Viktor Kuznetsov              | Ucrânia       | 7.55 | 7.51 | x    | 7.55       |       |
| 23      | B     | Yeoryios Tsakonas             | Grécia        | x    | 7.45 | 7.35 | 7.45       |       |
| 24      | A     | Nikolaos Kapsis               | Grécia        | 7.23 | x    | x    | 7.23       |       |
| 25      | B     | Dan Bramble                   | Grã-Bretanha  |      |      |      | DNS        |       |

### Final
| Posição           | Atleta                  | Nacionalidade | #1   | #2   | #3   | #4   | #5   | #6   | Resultados | Notas                |
| ----------------- | ----------------------- | ------------- | ---- | ---- | ---- | ---- | ---- | ---- | ---------- | -------------------- |
| Medalha de ouro   | Greg Rutherford         | Grã-Bretanha  | 8.12 | x    | x    | 8.13 | 8.25 | 8.12 | 8.25       |                      |
| Medalha de prata  | Michel Tornéus          | Suécia        | 8.21 | 8.07 | 7.80 | 8.00 | x    | x    | 8.21       | Recorde da temporada |
| Medalha de bronze | Ignisious Gaisah        | Países Baixos | 7.58 | 7.59 | 7.82 | x    | 7.93 | 7.66 | 7.93       |                      |
| 4                 | Radek Juška             | Chéquia       | 5.24 | 7.93 | x    | 7.71 | 7.67 | x    | 7.93       |                      |
| 5                 | Kristian Bäck           | Finlândia     | x    | 7.91 | 7.73 | 7.62 | x    | x    | 7.91       |                      |
| 6                 | Fabian Heinle           | Alemanha      | x    | 7.87 | 7.72 | 7.78 | 7.71 | 7.86 | 7.87       |                      |
| 7                 | Kafétien Gomis          | França        | x    | x    | 7.76 | x    | x    | 7.84 | 7.84       |                      |
| 8                 | Kanstantsin Barycheuski | Bielorrússia  | 7.45 | 7.67 | 7.75 | 7.58 | 7.51 | 7.66 | 7.67       |                      |
| 9                 | Izmir Smajlaj           | Albânia       | 7.75 | 7.46 | x    |      |      |      | 7.75       |                      |
| 10                | Lazar Anić              | Sérvia        | 7.63 | x    | 7.52 |      |      |      | 7.63       |                      |
| 11                | Lamont Marcell Jacobs   | Itália        | 7.59 | 7.43 | 7.41 |      |      |      | 7.59       |                      |
| 12                | Eusebio Cáceres         | Espanha       | x    | x    | x    |      |      |      | NM         |                      |

Legenda
| Recorde mundial       | Recorde mundial (World record)               |                       | Recorde africano                      | Recorde africano (African) |                                           | Q | Classificado por posição (Qualified) |
| Recorde do campeonato | Recorde do campeonato (Championship record)  | Recorde da América    | Recorde da América (Americas)         | q                          | Classificado por melhor tempo (Qualified) |   |                                      |
| Melhor marca do ano   | Melhor marca do ano (World leading)          | Recorde asiático      | Recorde asiático (Asian)              | DNS                        | Não largou (Did not start)                |   |                                      |
| Recorde nacional      | Recorde nacional (National record)           | Recorde europeu       | Recorde europeu (European)            | DNF                        | Não terminou (Did not finish)             |   |                                      |
| Recorde pessoal       | Recorde pessoal do atleta (Personal best)    | Recorde da Oceania    | Recorde da Oceania (Oceania)          | DSQ / DQ                   | Desclassificado (Disqualified)            |   |                                      |
| Recorde da temporada  | Recorde da temporada do atleta (Season best) | Recorde sul-americano | Recorde sul-americano (South America) | NM                         | Sem marca (No mark)                       |   |                                      |